# Distretto di Viqueque
Viqueque (Vikeke in lingua tetum) è il più grande dei 13 distretti di Timor Est.
Si trova nella parte sud-orientale di Timor Est ed ha una popolazione di 73 033 abitanti (censimento del 2015) ed un'area di 1781 km². 
La capitale Viqueque, ha lo stesso nome del distretto. 
I sottodistretti sono Lacluta, Ossu, Uatolari (conosciuta come Leça nel Timor Portoghese) e nella lingua Tetum si pronuncia come Watulari, Uato Carabau (pronunciata Watucarbau, nella lingua Tetum) e Viqueque. 
Il distretto era lo stesso nei periodi coloniali.
Viqueque è nella costa sud di Timor, sul Mare di Timor. Confina con i distretti di Baucau a nord, Lautém ad est, e con il distretto Manatuto ad ovest.
A Viqueque si parla la lingua tetum, lingua è co-ufficiale di Timor Est insieme alla lingua portoghese. 
Nella parte est del distretto vivono coloro che parlano ancora il Makasae una lingua di Papua.
Boicau (2316 m) del Maté Bian-Massiv, nel nord-est del distretto, è la seconda più grande montagna del Paese.